# Turritopsis
Turritopsis — рід гідроїдних кнідарій родини Oceanidae.

## Поширення
Представники роду досить поширені у всіх тропічних та помірних морях.

## Життєвий цикл
Turritopsis, як і більшість гідроїдних, проходить через дві життєві стадії — стадію поліпа та стадію медузи. Поліп, як правило, утворюється після статевого розмноження медуз. Запліднене яйце розвивається у планулу. Планула знаходить відповідний субстрат та осідає на дно. З неї розвивається колонія поліпів. Тіло колонії (ценосарк) покрито трубчастою хітиновою кутикулою, яка виконує роль екзоскелета. Спершу утворюються зооїди, які добувають поживу. Вони мають веретеноподібну або булавоподібну форму, оснащені ниткоподібними щупальцями з численними жалкими клітинами. Згодом утворюються статеві зооїди, які розвинувшись, відокремлюються від колонії і перетворюються в медузу.
Медузи куполоподібної форми, в діаметрі 4-5 мм. По краю парасольки розташований віночок щупалець, число яких зростає в ході життя: від 8 у юних медуз до 80-90 у дорослих (у деяких видів до 196, причому вони розташовуються в кілька рядів). Серед представників роду є роздільностатеві види і синхронні гермафродити. Ембріогенез і ранній розвиток личинок відбувається в асоціації з материнським організмом.
Цікаво, що за несприятливих умов або пошкодженнях, медуза може осідати на дно і перетворюватися назад в поліпів. Подібних «зворотній розвиток» більше не відомий серед метазоїв.

## Види
- Turritopsis chevalense (Thorneley, 1904)
- Turritopsis dohrnii (Weismann, 1883)[2]
- Turritopsis fascicularis Fraser, 1943
- Turritopsis lata Lendenfeld, 1884
- Turritopsis minor (Nutting, 1905)
- Turritopsis nutricula McCrady, 1857[3]
- Turritopsis pacifica Maas, 1909
- Turritopsis pleurostoma (Péron & Lesueur, 1809)
- Turritopsis polycirrha (Keferstein, 1862)
- Turritopsis rubra Farquhar, 1895